# Welchweiler
Welchweiler ist eine Ortsgemeinde im Landkreis Kusel in Rheinland-Pfalz. Sie gehört der Verbandsgemeinde Kusel-Altenglan an.

## Geographie
Der Ort liegt am Fuß des 536 Meter hohen Herrmannsberges in der Westpfalz. Im Osten befindet sich Elzweiler, im Südwesten Altenglan und nördlich liegt Sankt Julian.

## Geschichte
Welchweiler wurde im Jahr 1320 als Weldichwilre erstmals urkundlich erwähnt. Es gehörte zunächst zur Grafschaft Veldenz, ab 1595 zu Pfalz-Zweibrücken.

## Politik

### Gemeinderat
Der Gemeinderat in Welchweiler besteht aus sechs Ratsmitgliedern, die bei der Kommunalwahl 2024 in einer Mehrheitswahl gewählt wurden, und dem ehrenamtlichen Ortsbürgermeister als Vorsitzendem.

### Bürgermeister
Michael Emrich wurde 2024 Ortsbürgermeister von Welchweiler. Bei der Direktwahl am 9. Juni 2024 wurde er mit einem Stimmenanteil von 85,5 % gewählt. Der Vorgänger seit 2004 war Horst Christoffel.

### Wappen
| Wappen von Welchweiler | Blasonierung: „Von Schwarz und Silber gespalten, rechts zwei goldene übereinander gestellte ‚W‘, links ein rotbezungter und rotbewehrter blauer Löwe.“             |
| Wappen von Welchweiler | Wappenbegründung: Das doppelte ‚W‘, das den Ortsnamen verkürzt, lässt sich bereits auf einem Siegel aus dem Jahr 1742 nachweisen. Der Löwe ist der Veldenzer Löwe. |

## Vereine
In der Ortsgemeinde gibt es eine Spielvereinigung Hermannsberg/Welchweiler. Außerdem gibt es einen Obst- und Gartenbauverein, Welchweiler/Elzweiler. Des Weiteren gibt es den Landfrauenverein Welchweiler.

## Wirtschaft und Infrastruktur
Im Südwesten befindet sich die A 62. In Altenglan ist ein Bahnhof der Bahnstrecke Landstuhl–Kusel.